# Wind-up Records
Wind-up Records, ou Wind-up Entertainment, est un label indépendant américain de rock et heavy metal, anciennement basé à New York, actif entre 1997 et 2006. Il a été fondé par Alan et Diana Meltzer.

## Histoire
Wind-up Records est fondé en 1997 par Alan Meltzer, ancien propriétaire de CD One Stop, et sa femme Diana Meltzer, à la suite de l'achat de Grass Records en 1996,. La société mère Wind-up Entertainment gère également de nombreuses maisons d'édition ainsi qu'une société de vente au détail, en ligne et de merchandising de tournée à grande échelle. Le slogan de la société était « Developing Career Artists » (« développer des groupes/artistes de carrière »).
Parmi les succès du label figurent Evanescence, Creed, Seether et Finger Eleven. Le label a également réédité des albums de groupes précédemment associés à Grass Records, tels que Toadies, the Wrens et Commander Venus. En septembre 2009, le label conclut un accord avec EMI Music Allemagne et en février 2011 avec EMI Music Canada. Ce partenariat permet à EMI Music de prendre en charge le marketing et la distribution des groupes et artistes dans le monde entier, en dehors des États-Unis.
Au Canada, la distribution a d'abord été assurée par Sony Music Canada, comme aux États-Unis. Cependant, en octobre 2004, la distribution au Canada est passée à Warner Music Canada avec la création de Wind-up Entertainment Canada. La distribution au Canada est déplacée une troisième fois en février 2011, cette fois chez EMI Music Canada.
Le 31 octobre 2011, le fondateur du label, Alan Meltzer, décède à l'âge de 67 ans. En 2012, Universal Music Group acquiert les activités musicales d'EMI, faisant de la distribution au Canada une activité exclusive d'Universal Music Group. En octobre 2013, Bicycle Music Company achète les droits d'une grande partie du catalogue de Wind-Up, y compris les contrats d'artistes tels que Seether. Ces artistes seront distribués par Concord Music Group, qui fusionnera plus tard avec Bicycle. En mai 2015, Concord achète le reste du label Wind-Up.
En 2016, Concord retire Wind-up de la liste des labels de première ligne et transfère la plupart des artistes de Wind-up vers d'autres labels. Les rééditions de Wind-up sont publiées sous Craft Recordings, le label de réédition de Concord.

## Groupes et artistes

### Derniers
Derniers membres du label selon le site web officiel de Wind-up au 9 octobre 2016
- Allday
- Aranda
- Civil Twilight
- Citizen Zero
- Crobot
- Eclypse Records
- Feenixpawl
- Filter
- Five for Fighting
- Genevieve
- Jillette Johnson
- The Revivalists (transferé à Razor & Tie)
- SPEAK
- Spirit Animal
- Ryan Star
- Strange Talk
- The Griswolds
- Young Guns
- The Virginmarys

### Anciens
- 12 Stones[8]
- Alter Bridge[9]
- American Pearl
- Atomship
- Baboon
- Bayside
- Ben Moody
- Big Dismal
- Bob Guiney
- Boy Hits Car
- Boysetsfire
- Brainiac
- Breaking Point
- Bridget
- Cartel
- Cauterize
- CFO$
- Company of Thieves
- The Crash Motive
- Creed
- The Darkness
- Ditch Witch
- The Drowners
- Drowning Pool
- Dust for Life
- Edgewater
- Emily Osment
- Evanescence
- The Exit
- Finger Eleven
- Godplow
- Hawthorne Heights
- It's Alive
- James Durbin
- Jeremy Fisher
- John's Black Dirt
- Julia Darling
- Loomis
- Megan McCauley
- Midnight Cinema
- Must
- New Radiant Storm King
- O.A.R.
- Papercut Massacre
- People in Planes
- Pilot Speed
- Pollen
- Push Play
- The Queen Killing Kings
- Scott Stapp
- Seether
- Seven Wiser
- Slowpoke
- Stars of Track and Field
- Stefy
- Stereo Fuse
- Strata
- Stretch Princess
- Submersed
- Tickle Me Pink
- Thriving Ivory
- Trickside
- The Wrens